# Mythe de la chambre d'hôtel disparue
Le mythe de la chambre d'hôtel disparue est une légende urbaine traitant d'une femme qui aurait disparu en 1889 à Paris.

## Légende
Peu de temps avant l’ouverture de l'Exposition universelle de Paris de 1889, une jeune Anglaise rentre avec sa mère d'un voyage en Inde. En raison du manque de logements dans la ville, elles avaient pris deux chambres individuelles dans un hôtel. La mère s'effondre sur le lit. La fille appelle un médecin qui lui demande d'aller chercher des médicaments. De retour à l'hôtel, sa mère avait disparu, et aucune des personnes présentes dans l'hôtel ne se souvient d'elle ou de sa mère. La jeune fille désemparée se rend chez l’ambassade britannique à Paris.

## Démystification
Un article de Snopes note que la version la plus importante de cette histoire a été relatée dans While Rome Burns d’Alexander Woollcott en 1934. Woollcott a prétendu que l’histoire avait été publiée dans un journal de Detroit en 1889, mais aucun article de ce type n’a encore été retrouvé.